# (467091) 2016 EY7
(467091) 2016 EY7 es un asteroide perteneciente al cinturón de asteroides, descubierto el 9 de noviembre de 2007 por el equipo Spacewatch desde el Observatorio Nacional de Kitt Peak (Arizona, Estados Unidos).